# Rome (Illinois)
Pour les articles homonymes, voir Rome (homonymie).
Rome est une census-designate-place du Medina Township en Illinois. Elle fait partie de l'aire métropolitaine de Peoria.
Sa population était de 1 738 habitants en 2010.